# Prostituição em Angola
Prostituição em Angola é ilegal e prevalente desde a década de 1990. A prostituição aumentou ainda mais ao final da guerra civil angolana em 2001. A proibição não é aplicada de forma consistente. Muitas mulheres recorrem à prostituição por causa da pobreza. Em 2013, estimava-se que havia cerca de 33.000 profissionais do sexo no país. Muitas mulheres da Namíbia entram no país de forma ilegal, frequentemente pelo município de fronteira de Curoca, e seguem para cidades como Ondjiva, Lubango e Luanda para trabalhar como prostitutas.
A prostituição é generalizada na rica em petróleo Província de Cabinda, onde muitos cidadãos dos Estados Unidos e de outras nacionalidades trabalham. Mulheres da República Democrática do Congo e da República do Congo atravessam a fronteira porosa para ganhar dinheiro no enclave como prostitutas. Parte da polícia da região é corrupta e deporta as mulheres caso não paguem as propinas exigidas. O bar/bordel mais famoso do enclave é o Berlita, no bairro Comandante Jika da cidade de Cabinda. Recebeu esse nome em homenagem à proprietária falecida, que era profissional do sexo. A prostituição também é comum nas regiões de mineração de diamantes.
O Ministério da Promoção da Família e da Mulher (MINFAMU) mantém, na capital Luanda, um abrigo feminino aberto a ex-prostitutas.
A prostituição infantil é um problema no país.

## Copa Africana das Nações de 2010
Angola sediou a Copa Africana das Nações de 2010. Temia-se que o aumento da demanda por prostitutas por parte dos torcedores visitantes resultasse em um crescimento do tráfico de pessoas. Foi aprovada uma lei anti-tráfico e realizada uma campanha de conscientização pública baseada no futebol.
A disseminação de IST e de HIV preocupava as autoridades. O comitê organizador (COL) tentou inicialmente retirar todas as prostitutas das cidades-sede, mas isso não se mostrou viável. Em conjunto com a Comissão de Saúde de Angola, distribuíram cinco milhões de preservativos gratuitos em bares, hotéis e outros locais estratégicos.

## HIV
Angola tem uma grande população infectada por HIV/AIDS. No entanto, apresenta uma das menores taxas de prevalência na região da África Austral. Profissionais do sexo são um grupo de alto risco. A UNAIDS reportou uma prevalência de 4,7% entre profissionais do sexo em 2016. (A taxa na população adulta geral foi de 1,9%.)
A relutância em usar preservativos é um fator que contribui. Em 2016, a UNAIDS informou uso de preservativos em 82,6% dos casos entre profissionais do sexo. Algumas profissionais do sexo cobram o dobro por sexo sem preservativo. Outro fator é que muitas das pessoas que exercem a prostituição ilegalmente no país não têm acesso aos serviços de saúde.

## Tráfico sexual
Traficantes de pessoas exploram vítimas nacionais e estrangeiras em Angola, e também exploram angolanos no exterior. Meninas angolanas de até 13 anos são vítimas de tráfico sexual. As províncias de Luanda, Benguela e as fronteiriças Cunene, Lunda Norte, Namibe, Uíge e Zaire são as áreas de maior risco para atividades de tráfico. Traficantes exploram mulheres e crianças angolanas em tráfico sexual na África do Sul, na Namíbia e em países europeus, incluindo os Países Baixos e Portugal.
Mulheres de Brasil, Cuba, República Democrática do Congo e Vietnã que se dedicam à prostituição em Angola podem ser vítimas de tráfico sexual. Migrantes congoleses sem documentação, incluindo crianças, entram em Angola para trabalhar em distritos de mineração de diamantes, onde alguns são explorados sexualmente em acampamentos de mineração. Redes de tráfico recrutam e transportam meninas congolesas de apenas 12 anos da região do Kasai Ocidental no Congo para Angola para tráfico sexual.
O Departamento de Estado dos Estados Unidos Escritório de Monitoramento e Combate ao Tráfico de Pessoas classifica Angola como país na Lista de Observação do Nível 2.